# 音羽町站
音羽町站（日语：／ Otowacho eki */?）是位於靜岡縣靜岡市葵區音羽町，靜岡鐵道的靜岡清水線車站。車站編號為S03。

## 歷史
- 1908年（明治41年）12月9日 - 清水公園前站啟用。
- 日期不詳 - 改名為公園前站。
- 日期不詳 - 改名為音羽町站

在1996年（平成8年）3月31日前，此站是急行停車站。在戰前，此站鄰近靜岡市電氣部熱力發電廠（遺址變成了公園，現時稱為「音羽公園」，從前稱為「火力公園」）。在長沼站內停泊了敞車To 1和To 2，當時從清水港運送煤炭前往該發電廠。

## 車站構造

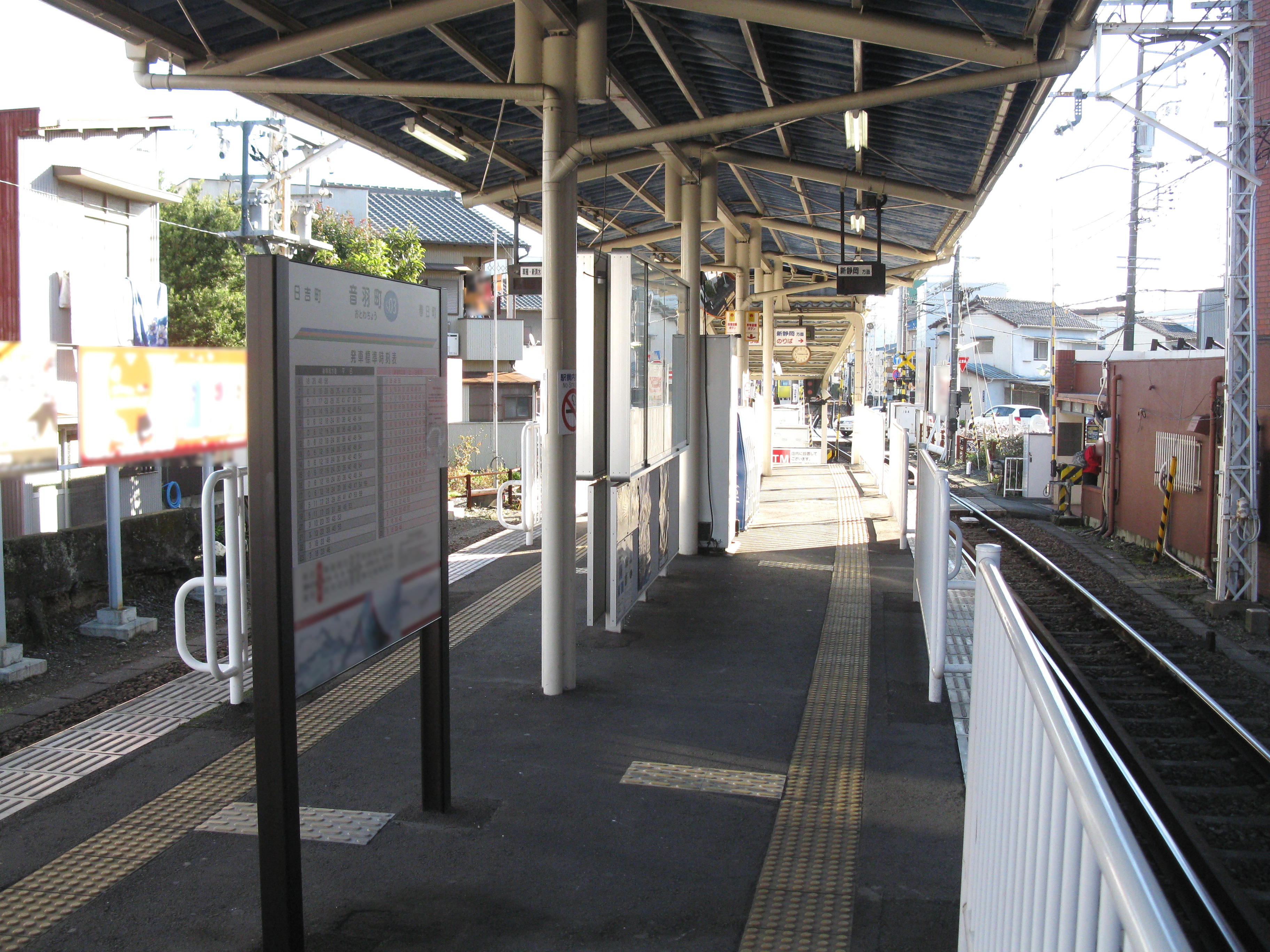
月台（2010年12月）

車站是一座地面車站，設有1面2線的島式月台，車站大樓與月台之間設有站內平交道。車站大樓位於靜鐵音羽大廈內。
由於月台比較狹窄，因此加設了固定的柵欄。此站設有斜道，提供無障礙環境。

### 月台
| 月台 | 路線        | 上下行 | 方向       |
| ---- | ----------- | ------ | ---------- |
| 1    | ●靜岡清水線 | 下行   | 新清水方向 |
| 2    | ●靜岡清水線 | 上行   | 新靜岡方向 |

## 使用狀況
根據「靜岡市統計書」，2018年度一日平均乘車人次為798人，下車人次為876人。以上落人次比較，於靜岡清水線15座車站中排名13。以下為近年上落人次列表：
| 年度               | 1日平均上落人次 | 1日平均上落人次 | 1日平均上落人次 |
| 年度               | 上車人次        | 落車人次        | 合計            |
| ------------------ | --------------- | --------------- | --------------- |
| 2002年（平成14年） | 658             | 909             | 1,567           |
| 2003年（平成15年） | 676             | 946             | 1,622           |
| 2004年（平成16年） | 686             | 955             | 1,641           |
| 2005年（平成17年） | 823             | 849             | 1,672           |
| 2006年（平成18年） | 680             | 966             | 1,646           |
| 2007年（平成19年） | 684             | 962             | 1,646           |
| 2008年（平成20年） | 791             | 773             | 1,564           |
| 2009年（平成21年） | 714             | 685             | 1,399           |
| 2010年（平成22年） | 603             | 693             | 1,296           |
| 2011年（平成23年） | 799             | 892             | 1,691           |
| 2012年（平成24年） | 806             | 937             | 1,743           |
| 2013年（平成25年） | 774             | 852             | 1,626           |
| 2014年（平成26年） | 764             | 834             | 1,598           |
| 2015年（平成27年） | 722             | 796             | 1,518           |
| 2016年（平成28年） | 748             | 822             | 1,570           |
| 2017年（平成29年） | 779             | 863             | 1,642           |
| 2018年（平成30年） | 798             | 876             | 1,674           |

## 車站周邊
- 音羽山清水寺（日语：清水寺 (静岡市)）（清水山公園）
- 靜岡橫田郵局
- 市営沓谷靈園（大杉榮的墓地在此處）
- 靜岡朝日電視台
- 國道1號
- 靜岡學園中學·高等學校（日语：静岡学園中学校・高等学校）

## 相鄰車站
靜岡鐵道
 S  靜岡清水線
■通勤急行、■急行
通過
■普通
日吉町（S02）－音羽町（S03）－春日町（S04）

## 注腳
1. 1 2  月台方向表示採用靜鐵官方網站中此站的「時間表」為準
2. ↑  静岡市統計書 （页面存档备份，存于）（日語） - 靜岡市

## 外部連結
- 時間表、沿線資訊 - 音羽町站 （页面存档备份，存于）（日語） - 靜鐵集團